# Autoritat Executiva Temporal de les Nacions Unides
L'Autoritat Executiva Temporal de les Nacions Unides (UNTEA)/Força de Seguretat de les Nacions Unides a Nova Guinea Occidental (UNSF) es va establir a l'octubre de 1962 d'acord amb la resolució 1752 de l'Assemblea General, tal com es va demanar a l'article 2 de l'Acord de Nova York per administrar la colònia de Papua Occidental. L'administració de l'UNTEA va finalitzar l'1 de maig de 1963.

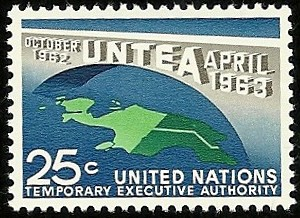
Segell de la UNTEA

## Història
Nova Guinea Occidental es va convertir en el focus d'una disputa política entre els Països Baixos i Indonèsia després del reconeixement de la independència d'aquesta. El costat indonesi va reclamar el territori com a propi, mentre que el bàndol holandès sostenia que els seus habitants no eren indonesis i que els Països Baixos continuarien administrant el territori fins que fos capaç d'autodeterminació.
Al maig de 1959, un diplomàtic dels Estats Units va proposar un esquema per utilitzar una "tutela especial de fideicomís de les Nacions Unides sobre el territori durant un nombre limitat d'anys, al final del qual el temps de sobirania seria retornat a Indonèsia"; i el març de 1961, l'Ambaixada dels EUA a Jakarta va afirmar que "els Indos van afirmar que la tutela de l'ONU seria anatema en qualsevol cas. Ara, tot i que no han anat gaire lluny d'estar disposats a anomenar tutela a una tutela, parlen en termes de "un o dos anys" d'algun tipus d'interregne com a acceptable."
Indonèsia va començar a aterrar paracaigudistes al territori de la Nova Guinea Occidental el desembre de 1961, el que va provocar una crisi política entre els Països Baixos i Indonèsia. Els Estats Units van intervenir en la disputa i això va conduir a la signatura de l'acord de Nova York el setembre de 1962.
L'acord es va oferir a transferir l'administració dels Països Baixos a una autoritat temporal de les Nacions Unides l'1 d'octubre de 1962, i va donar a les Nacions Unides una discreció per transferir tota o part de l'administració a Indonèsia. L'Assemblea General de les Nacions Unides va aprovar l'acord i va acceptar l'administració el 21 de setembre de 1962 en la resolució 1752 de l'Assemblea General; i l'1 de maig de l'any següent va acceptar transferir l'administració del territori a Indonèsia. L'acord també va incloure garanties d'Indonèsia de les pràctiques que exerciria si les Nacions Unides optaven per transferir l'administració a Indonèsia, entre les garanties va prometre que tots els homes i dones de Nova Guinea occidental que no eren estrangers podrien votar una Llei de lliure elecció en una etapa posterior per determinar l'estatut permanent del territori.
La missió de les Nacions Unides (UNTEA) va ser liderada inicialment per José Rolz-Bennett de Guatemala i després per Djalal Abdoh de l'Iran que va exercir l'Administració. A més de l'administració civil, l'UNTEA també va tenir un paper de manteniment de la pau a través d'observadors militars.
S'han publicat dinou segells de correus, així com alguns articles postals, per l'UNTEA. Aquestes van ser creades per overprint dels estocs existents a la Nova Guinea neerlandesa. Els paquets de tots els segells es van vendre a la seu de l'ONU per part de l'Administració Postal de les Nacions Unides i es mantenen fàcilment disponibles al mercat minorista.
Durant el període de transició de set mesos, els funcionaris civils holandesos es van retirar lentament als Països Baixos i van ser substituïts per funcionaris locals i indonesis. Es va acordar que després de la transferència de l'autoritat, E. J. Bonay membre del Consell de Nova Guinea seria nomenat com a primer governador indonesi.
La transferència de l'autoritat es va produir l'1 de maig de 1963 i Papua Occidental es va convertir en una província d'Indonèsia coneguda com a Irian Barat, que posteriorment es va canviar el nom d'Irian Jaya.
Aquesta va ser la primera vegada en la seva història que les Nacions Unides van assumir la responsabilitat administrativa directa per a un territori. Les Nacions Unides passarien a emprendre missions similars a Cambodja (UNTAC, Croàcia (UNTAES), Kosovo (UNMIK) i Timor Oriental (UNTAET).

## Administradors de l'ONU
| Administrador     | Nacionalitat | Mandat                                     |
| ----------------- | ------------ | ------------------------------------------ |
| José Rolz-Bennett | Guatemala    | 1 octubre 1962 – 15 novembre 1962 (interí) |
| Jalal Abde        | Iran         | 15 novembre 1962 – 1 maig 1963             |